# Dirka po Italiji 1969
Dirka po Italiji 1969 (italijansko Giro d'Italia 1969) je 52. izvedba dirke po Italiji, tritedenske moške cestne kolesarske etapne dirke. Začela se je 16. maja v Gardi in končala 8. junija v Milanu. Sodelovalo je 130 kolesarjev iz 13-ih ekip. Rožnato majico je drugič osvojil Felice Gimondi (Salvarani), drugo mesto Claudio Michelotto (Max Meyer), tretje pa Italo Zilioli (Filotex). Rdečo majico je osvojil Franco Bitossi (Filotex), zeleno majico pa Claudio Michelotto.

## Ekipe
- Eliolona
- Faema
- Ferretti
- Filotex
- G.B.C.
- Germanvox–Wega
- Gris 2000
- Max Meyer
- Molteni
- Sagit
- Salvarani
- Sanson
- Scic

## Etape
| Etapa | Datum    | Štart/Cilj                            | Razdalja    | Tip         | Tip                  | Zmagovalec                   |             |
| ----- | -------- | ------------------------------------- | ----------- | ----------- | -------------------- | ---------------------------- | ----------- |
| 1     | 16. maj  | Garda – Brescia                       | 142 km      |             | ravninska etapa      | Giancarlo Polidori (ITA)     |             |
| 2     | 17. maj  | Brescia – Mirandola                   | 180 km      |             | ravninska etapa      | Davide Boifava (ITA)         |             |
| 3     | 18. maj  | Mirandola – Montecatini Terme         | 188 km      |             | gorska etapa         | Eddy Merckx (BEL)            |             |
| 4     | 19. maj  | Montecatini Terme – Montecatini Terme | 21 km       |             | posamični kronometer | Eddy Merckx (BEL)            |             |
| 5     | 20. maj  | Montecatini Terme – Follonica         | 194 km      |             | ravninska etapa      | Albert Van Vlierberghe (BEL) |             |
| 6     | 21. maj  | Follonica – Viterbo                   | 198 km      |             | ravninska etapa      | Franco Cortinovis (ITA)      |             |
| 7     | 22. maj  | Viterbo – Terracina                   | 206 km      |             | ravninska etapa      | Eddy Merckx (BEL)            |             |
| 8     | 23. maj  | Terracina – Neapelj                   | 133 km      |             | ravninska etapa      | Marino Basso (ITA)           |             |
| 9     | 24. maj  | Neapelj – Potenza                     | 173 km      |             | ravninska etapa      | Michele Dancelli (ITA)       |             |
| 10    | 25. maj  | Potenza – Campitello Matese           | 254 km      |             | gorska etapa         | Carlo Chiappano (ITA)        |             |
| 11    | 26. maj  | Campobasso – Scanno                   | 165 km      |             | gorska etapa         | Franco Bitossi (ITA)         |             |
| 12    | 27. maj  | Scanno – Silvi Marina                 | 180 km      |             | gorska etapa         | Ugo Colombo (ITA)            |             |
| 13    | 28. maj  | Silvi Marina – Senigallia             | 166 km      |             | ravninska etapa      | Marino Basso (ITA)           |             |
| 14    | 29. maj  | Senigallia – San Marino (San Marino)  | 185 km      |             | gorska etapa         | Franco Bitossi (ITA)         |             |
| 15    | 30. maj  | Cesenatico – San Marino (San Marino)  | 49.3 km     |             | posamični kronometer | Eddy Merckx (BEL)            |             |
|       | 31. maj  | dan počitka                           | dan počitka | dan počitka | dan počitka          | dan počitka                  | dan počitka |
| 16    | 1. junij | Parma – Savona                        | 234 km      |             | gorska etapa         | Roberto Ballini (ITA)        |             |
| 17    | 2. junij | Celle Ligure – Pavia                  | 182 km      |             | ravninska etapa      | Ole Ritter (DEN)             |             |
| 18a   | 3. junij | Pavia – Zingonia                      | 115 km      |             | ravninska etapa      | Marino Basso (ITA)           |             |
| 18b   | 3. junij | Zingonia – San Pellegrino Terme       | 100 km      |             | gorska etapa         | Marino Basso (ITA)           |             |
| 19    | 4. junij | San Pellegrino Terme – Folgaria       | 248 km      |             | gorska etapa         | Italo Zilioli (ITA)          |             |
| 20    | 5. junij | Trento – Marmolada                    | 230 km      |             | ravninska etapa      | odpovedana                   |             |
| 21    | 6. junij | Rocca Pietore – Cavalese              | 131 km      |             | gorska etapa         | Claudio Michelotto (ITA)     |             |
| 22    | 7. junij | Cavalese – Folgarida                  | 150 km      |             | gorska etapa         | Vittorio Adorni (ITA)        |             |
| 23    | 8. junij | Folgarida – Milano                    | 257 km      |             | gorska etapa         | Attilio Benfatto (ITA)       |             |
|       | Skupaj   | Skupaj                                | 3851 km     | 3851 km     | 3851 km              | 3851 km                      | 3851 km     |

## Razvrstitev po klasifikacijah
| Etapa  | Zmagovalec             | Rožnata majica ·   | Rdeča majica ·     | Zelena majica ·                | Ekipno  |
| ------ | ---------------------- | ------------------ | ------------------ | ------------------------------ | ------- |
| 1      | Giancarlo Polidori     | Giancarlo Polidori | Giancarlo Polidori | brez                           | Molteni |
| 2      | Davide Boifava         | Davide Boifava     | Giancarlo Polidori | brez                           | Molteni |
| 3      | Eddy Merckx            | Giancarlo Polidori | Giancarlo Polidori | Eddy Merckx                    | Molteni |
| 4      | Eddy Merckx            | Giancarlo Polidori | Eddy Merckx        | Eddy Merckx                    | Molteni |
| 5      | Albert Van Vlierberghe | Giancarlo Polidori | Eddy Merckx        | Eddy Merckx                    | Molteni |
| 6      | Franco Cortinovis      | Giancarlo Polidori | Eddy Merckx        | Eddy Merckx                    | Molteni |
| 7      | Eddy Merckx            | Giancarlo Polidori | Eddy Merckx        | Eddy Merckx                    | Molteni |
| 8      | Marino Basso           | Giancarlo Polidori | Eddy Merckx        | Eddy Merckx                    | Molteni |
| 9      | Michele Dancelli       | Eddy Merckx        | Eddy Merckx        | Eddy Merckx                    | Molteni |
| 10     | Carlo Chiappano        | Eddy Merckx        | Eddy Merckx        | Eddy Merckx in Carlo Chiappano | Molteni |
| 11     | Franco Bitossi         | Eddy Merckx        | Eddy Merckx        | Franco Bitossi                 | Molteni |
| 12     | Ugo Colombo            | Silvano Schiavon   | Eddy Merckx        | Michele Dancelli               | Molteni |
| 13     | Marino Basso           | Silvano Schiavon   | Eddy Merckx        | Michele Dancelli               | Molteni |
| 14     | Franco Bitossi         | Eddy Merckx        | Franco Bitossi     | Michele Dancelli               | Molteni |
| 15     | Eddy Merckx            | Eddy Merckx        | Eddy Merckx        | Michele Dancelli               | Molteni |
| 16     | Roberto Ballini        | Eddy Merckx        | Eddy Merckx        | Michele Dancelli               | Molteni |
| 17     | Ole Ritter             | Felice Gimondi     | Franco Bitossi     | Michele Dancelli               | Molteni |
| 18a    | Marino Basso           | Felice Gimondi     | Franco Bitossi     | Michele Dancelli               | Molteni |
| 18b    | Marino Basso           | Felice Gimondi     | Franco Bitossi     | Michele Dancelli               | Molteni |
| 19     | Italo Zilioli          | Felice Gimondi     | Franco Bitossi     | Michele Dancelli               | Molteni |
| 20     | odpovedana             | Felice Gimondi     | Franco Bitossi     | Michele Dancelli               | Molteni |
| 21     | Claudio Michelotto     | Felice Gimondi     | Franco Bitossi     | Claudio Michellotto            | Molteni |
| 22     | Vittorio Adorni        | Felice Gimondi     | Franco Bitossi     | Claudio Michellotto            | Molteni |
| 23     | Attilio Benfatto       | Felice Gimondi     | Franco Bitossi     | Claudio Michellotto            | Molteni |
| Skupaj | Skupaj                 | Felice Gimondi     | Franco Bitossi     | Claudio Michellotto            | Molteni |

## Končna razvrstitev
| Legenda | Legenda                                    | Legenda | Legenda                         |
| ------- | ------------------------------------------ | ------- | ------------------------------- |
|         | Predstavlja vodilnega v skupnem seštevku   |         | Predstavlja vodilnega po točkah |
|         | Predstavlja vodilnega v gorski razvrstitvi |         |                                 |

### Rožnata majica
| Poz. | Kolesar                  | Ekipa     | Čas         |
| ---- | ------------------------ | --------- | ----------- |
| 1    | Felice Gimondi (ITA)     | Salvarani | 128h 4' 27" |
| 2    | Claudio Michelotto (ITA) | Max Meyer | + 3' 35"    |
| 3    | Italo Zilioli (ITA)      | Filotex   | + 4' 48"    |
| 4    | Silvano Schiavon (ITA)   | Sanson    | + 7' 01"    |
| 5    | Ugo Colombo (ITA)        | Filotex   | + 11' 54"   |
| 6    | Michele Dancelli (ITA)   | Molteni   | + 14' 05"   |
| 7    | Aldo Moser (ITA)         | G.B.C.    | + 20' 05"   |
| 8    | Primo Mori (ITA)         | Max Meyer | + 20' 25"   |
| 9    | Rudi Altig (FRG)         | Salvarani | + 23' 57"   |
| 10   | Franco Bitossi (ITA)     | Filotex   | + 31' 36"   |

### Zelena majica
| Poz. | Kolesar                  | Ekipa     | Točke |
| ---- | ------------------------ | --------- | ----- |
| 1    | Claudio Michelotto (ITA) | Max Meyer | 330   |
| 2    | Italo Zilioli (ITA)      | Filotex   | 250   |
| 3    | Felice Gimondi (ITA)     | Salvarani | 230   |
| 4    | Michele Dancelli (ITA)   | Molteni   | 220   |
| 5    | Ugo Colombo (ITA)        | Filotex   | 130   |
| 5    | Silvano Schiavon (ITA)   | Sanson    | 130   |
| 7    | Julio Jiménez (ESP)      | Eliolona  | 120   |
| 8    | Franco Bitossi (ITA)     | Filotex   | 100   |
| 9    | Vittorio Adorni (ITA)    | Scic      | 80    |
| 10   | Wladimiro Panizza (ITA)  | Salvarani | 60    |

### Rdeča majica
| Poz. | Kolesar                | Ekipa     | Točke |
| ---- | ---------------------- | --------- | ----- |
| 1    | Franco Bitossi (ITA)   | Filotex   | 182   |
| 2    | Marino Basso (ITA)     | Molteni   | 166   |
| 3    | Michele Dancelli (ITA) | Molteni   | 129   |
| 4    | Felice Gimondi (ITA)   | Salvarani | 126   |
| 5    | Luigi Sgarbozza (ITA)  | Max Meyer | 118   |
| 6    | Italo Zilioli (ITA)    | Filotex   | 107   |
| 7    | Ugo Colombo (ITA)      | Filotex   | 103   |
| 8    | Silvano Schiavon (ITA) | Sanson    | 98    |
| 9    | Dino Zandegù (ITA)     | Salvarani | 95    |
| 10   | Rudi Altig (FRG)       | Salvarani | 90    |

### Neo-profesionalci
| Poz. | Kolesar                   | Ekipa     | Točke        |
| ---- | ------------------------- | --------- | ------------ |
| 1    | Primo Mori (ITA)          | Max Meyer | 107h 07' 28" |
| 2    | Davide Boifava (ITA)      | Molteni   | + 26' 57"    |
| 3    | Enrico Maggioni (ITA)     | Molteni   | + 33' 08"    |
| 4    | Giovanni Cavalcanti (ITA) | Gris 2000 | + 40' 55"    |
| 5    | Matteo Cravero (ITA)      | Sanson    | + 46' 42"    |
| 6    | Marcello Bergamo (ITA)    | Filotex   | + 48' 01"    |
| 7    | Oliviero Morotti (ITA)    | Sagit     | + 1h 01' 54" |
| 8    | Giuseppe Scopel (ITA)     | Max Meyer | + 1h 25' 46" |
| 9    | Arturo Pecchielan (ITA)   | Molteni   | + 1h 31' 36" |
| 10   | Attilio Rota (ITA)        | Sanson    | + 1h 39' 24" |

### Ekipna razvrstitev
| Poz. | Ekipa          | Točke |
| ---- | -------------- | ----- |
| 1    | Molteni        | 4871  |
| 2    | Filotex        | 3663  |
| 3    | Salvarani      | 3332  |
| 4    | Faema          | 3155  |
| 5    | Max Meyer      | 3128  |
| 6    | Sanson         | 2248  |
| 7    | Scic           | 2138  |
| 8    | Eliolona       | 1114  |
| 9    | G.B.C.         | 1059  |
| 10   | Germanvox–Wega | 1039  |